# سوارکاری در المپیک تابستانی ۱۹۹۶
سوارکاری در بازی‌های المپیک تابستانی ۱۹۹۶ نام رویداد ورزش سوارکاری در بازی‌های المپیک تابستانی بود که در سال ۱۹۹۶ برگزار شد.

## جدول مدال‌ها
| رتبه | کشور                      | طلا | نقره | برنز | مجموع |
| ۱    | آلمان (GER)               | ۴   | ۰    | ۰    | ۴     |
| ۲    | نیوزیلند (NZL)            | ۱   | ۱    | ۱    | ۳     |
| ۳    | استرالیا (AUS)            | ۱   | ۰    | ۰    | ۱     |
| ۴    | ایالات متحده آمریکا (USA) | ۰   | ۲    | ۲    | ۴     |
| ۵    | هلند (NED)                | ۰   | ۲    | ۱    | ۳     |
| ۶    | سوئیس (SUI)               | ۰   | ۱    | ۰    | ۱     |
| ۷    | برزیل (BRA)               | ۰   | ۰    | ۱    | ۱     |
| ۷    | فرانسه (FRA)              | ۰   | ۰    | ۱    | ۱     |